# Omszki járás

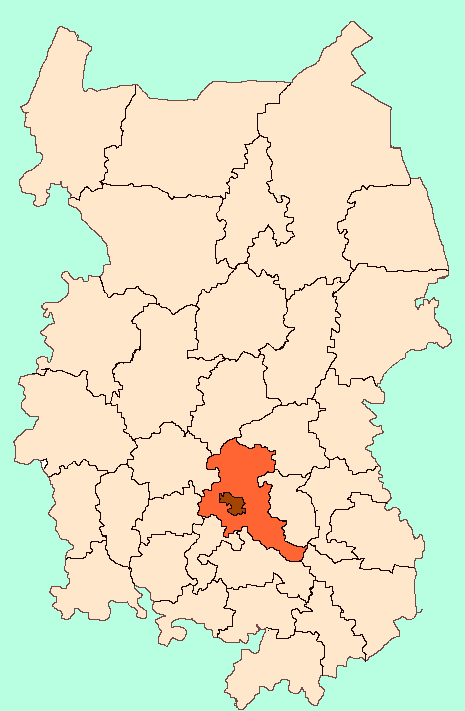
Az Omszki járás az Omszki területen

Az Omszki járás (oroszul Омский район) Oroszország egyik járása az Omszki területen. Székhelye Rosztovka.

## Népesség
- 1989-ben 90 461 lakosa volt.
- 2002-ben 94 251 lakosa volt, melynek 85,1%-a orosz, 5,9%-a német, 3,2%-a ukrán, 2,1%-a kazah, 1,1%-a tatár.
- 2010-ben 94 086 lakosa volt, melynek 86,84%-a orosz, 3,56%-a német, 2,34%-a kazah, 2,22%-a ukrán, 1,08%-a tatár.